# Lonchocarpus amarus
Lonchocarpus amarus är en ärtväxtart som beskrevs av Paul Carpenter Standley. Lonchocarpus amarus ingår i släktet Lonchocarpus och familjen ärtväxter. Inga underarter finns listade i Catalogue of Life.